# Augochlora microchlorina
Augochlora microchlorina är en biart som beskrevs av Cockerell 1949. Augochlora microchlorina ingår i släktet Augochlora och familjen vägbin. Inga underarter finns listade.